# しろたん
しろたんは、やまだえまがデザインした株式会社クリエイティブ・ヨーコのキャラクターである。

## 概要
1999年（平成11年）に誕生した、“なごみ”を象徴するキャラクター。商品コンセプトは、『愛くるしいお顔と優しい触り心地、じっと見ているとなんだか語りかけてくるような、いつもそばにいてくれるような安心感がある縫いぐるみ』。

## 来歴
2004年に初の絵本である『しろたん 〜ふわふわなまいにち〜』が幻冬舎コミックスから発売され、2009年には10周年記念絵本である『しろたん 〜これからも ずうっと いっしょ〜』が発売された。2012年には初のムック本である『しろたんびより』が宝島社から発売されている。
2010年、初のしろたん専門店となる羽田空港国際線旅客ターミナル5階にしろたんタウンがオープンする。2015年12月10日には、東京都立川市にあるららぽーと立川立飛に「しろたん」の世界を表現したテーマパーク型新業態店舗「しろたんフレンズミュージアム」 をオープンさせる。しろたんとそのお友達をモチーフとした雑貨商品を中心に、お菓子の量り売りコーナー「スイーツランド」を併設する物販ゾーン、親子で楽しめる子どもの遊び場ゾーンの 「しろたんランド」、株式会社講談社パルの運営による「すこやか教室」を展開する幼児教育ゾーン、の3つのエリアで構成されている。また、親子でゆったりくつろげる場として休憩スペースを設けている。
2019年6月14日には、20周年を記念してしろたんの誕生日である8月8日が「しろたんの日」と日本記念日協会に正式に認定登録された。

## キャラクター
しろたん
声 - 悠木碧
タテゴトアザラシの男の子の赤ちゃん。触り心地はふわふわもちもち。北にある寒い氷の国で生まれた。誕生日は8月8日。好きな食べ物は、お魚、アイス、お菓子、ミルクなど。好きなことは、昼寝、海を泳ぐこと、変身すること。寒い所が好き。
らっこいぬ
らっこと犬を合わせたような姿をしている。容姿を含め自分の存在に悩んでいたが、しろたんのおかげで悩みが解消された。性格は照れ屋で内気。手先が器用。
しぇる
らっこいぬと一緒にいる貝。性格はしっかり者で元気でおしゃべり。らっこいぬを励ましつつ見守っている。涙は真珠。
らむね
ペンギン。よく冷えたラムネが好きで、丘の上の木影がお気に入り。空を飛ぶことにあこがれていた。泳ぐ事が得意。

## その他の商品展開
- 千葉ロッテマリーンズの唐川侑己がしろたん抱き枕の愛用者であり[9]、これを受けて2009年から同球団とのコラボレーショングッズが発売された[10]。
- 日本航空とコラボレーションした「JAL飛行機に変身しろたん」が、東京国際空港と成田国際空港で限定発売されていた[11]。
- 2011年、JR東海の新幹線0系・新幹線N700系のぞみ・ドクターイエローをデザインソースに、『しろたん』が着ぐるみで変身する、抱きぐるみ、マスコット類、文具類を販売[12]。
- 2017年7月13日に東京・原宿Q's spot OMOHARA に期間限定ショップ「アイスしろたん原宿」を出店[13]。
- WEB短編アニメ『しろたんがいっぱい』（全24話）の配信が、YouTubeの公式しろたんTVで2017年8月12日から開始された[7][14]。
- 将棋棋士の藤井聡太は四段当時の自宅のリビングのソファーにしろたんのぬいぐるみが置いてあったり[1]、対局時にしろたんの巾着袋を持ち込んでいたりとしろたんファンであり[15]、日本将棋連盟の新しい将棋会館のための第5期クラウドファンディングの返礼品としてコラボレーショングッズが用意された[16][17]。
- ベーシストのやまもとひかるが過去に「しろたんフレンズパーク」のスタッフとして勤務しており、店舗カウンターに本人直筆のサインとしろたんのイラストがある。
- しろたん誕生から25周年を記念して、エポスカードとコラボレーションした2種類のデザインの「しろたん エポスカード」の申し込みが2024年2月9日から開始された[18]。

## 書籍
- やまだえま『しろたん 〜ふわふわなまいにち〜』幻冬舎コミックス、2004年6月。ISBN 978-4-344-80408-1。
- やまだえま『しろたん 〜あかちゃん日記〜』幻冬舎コミックス、2005年3月。ISBN 978-4-344-80498-2。
- やまだえま『しろたん 〜これからも ずうっと いっしょ〜』クリエイティブ・ヨーコ、2009年7月[19]。
- 『しろたんびより』宝島社、2012年4月。ISBN 978-4-7966-9619-7。
- 『しろたん まるごとしろたんBOOK』宝島社、2018年1月。ISBN 978-4-8002-7958-3。
- しろたんチーム『ようこそしろたんの世界へ』学研プラス、2022年7月。ISBN 978-4-05-205516-4。
- 『しろたんナゾトキブック』しろたんチーム（キャラクター監修）、Gakken、2023年7月。ISBN 978-4-05-205724-3。
- 高橋桐矢『しろたんしあわせうらない』しろたんチーム（監修）、KADOKAWA、2023年7月。ISBN 978-4-04-914895-4。
- 『しろたん のんびりまったり塗り絵 POSTCARD BOOK』しろたんチーム（監修）、宝島社、2023年12月。ISBN 978-4-299-04963-6。
- 『しろたん ほわほわお部屋ライトBOOK』宝島社、2023年12月。ISBN 978-4-299-04195-1。
- WILLこども知育研究所『しろたんの大冒険めいろブック』しろたんチーム（監修）、金の星社、2024年1月。ISBN 978-4-323-07546-4。